# Pantaleón és a hölgyvendégek (regény)
A Pantaleón és a hölgyvendégek (Pantaleón y las visitadoras) a perui író, Mario Vargas Llosa 1973-ban megjelent regénye. Magyarul először az Európa Könyvkiadó: Európa Világkönyvtár című sorozatában jelent meg Huszágh Nándor fordításában, 1977-ben.

## Történet
A szatirikus történet főszereplője Pantaleón Pantoja, a perui hadsereg nemrég századossá előléptetett, ambiciózus, fegyelmezett tisztje, aki kényes és titkos megbízást kap feletteseitől. A forróságtól feltüzelt katonák által egyre gyakrabban hölgyek sérelmére elkövetett erőszakos tettek megelőzése, valamint a katonák hatékonyságának növelése céljából Pantaleónt egy titkos "hölgyvendég-szolgálat" szervezésével bízzák meg. 
A fiatal tiszt tudományos alapossággal lát a feladat megvalósításához. Hamarosan szárazföldön is, és a hadsereg repülőgépével és folyami hajóival is menetrend szerint szállítják a kéjhölgyeket a feltüzelt katonák vágyai csillapítása végett. Pantaleón kötelességtudata és szervezőképessége egyre jobban kiterjeszti a hölgyvendég-szolgálatot, mígnem – természetesen – kitör a botrány...

## Magyar kiadások
- Pantaleón és a hölgyvendégek; ford. Huszágh Nándor; Magvető, Bp., 1977 (Világkönyvtár)

### Hangoskönyv
- Pantaleon és a hölgyvendégek; ford. Huszágh Nándor, előadó Kern András; Titis Tanácsadó Kft., Bp., 2019

## Filmfeldolgozások
- Pantaleon és a hölgyvendégek (Pantaleón y las visitadoras, 1975), rendező: José María Gutiérrez Santos
- Pantaleón és a hölgyvendégek (Pantaleón y las visitadoras, 2000), rendező: Francisco J. Lombardi